# Herb gminy Wodzierady
Herb gminy Wodzierady – jeden z symboli gminy Wodzierady, ustanowiony 9 grudnia 2011.

## Wygląd i symbolika
Herb przedstawia na tarczy w polu czerwonym nałęczkę srebrną, z trzema kulami złotymi (1 i 2) w środku.
Elementy herbu nawiązują do historycznych stosunków własnościowych oraz do miejscowej parafii. Nałęczka pochodzi z herbu Nałęcz Parczewskich, właścicieli wsi Wodzierady w XIX wieku. Trzy kule to atrybut Św. Mikołaja, patrona największej w gminie historycznej parafii w Kwiatkowicach.

## Historia
Gmina Wodzierady prace nad przyjęciem herbu rozpoczęła w 2006 roku. Własnym sumptem opracowano wówczas herb zawierający godła herbu Nałęcz Parczewskich oraz Paparona Wodzieradzkich. Projekt, przyjęty Uchwałą XXXII/302/2006 z dnia 29 czerwca 2006, został odrzucony przez Komisję Heraldyczną, głównie ze względu na zbyt głęboką ingerencję w kształt nałęczki. W dalszym postępowaniu zrezygnowano z nawiązywania do Wodzieradzkich, ponieważ rodzina ta nie wywarła większego wpływu na terenie dzisiejszej gminy. W roku 2007 zaproponowano nawiązanie do etymologii nazwy stolicy gminy, wprowadzając do projektów herbu rzekę. Łączono ten element z Nałęczem Parczewskich oraz z kulami Św. Mikołaja. Uchwałą XIII/124/2008 z 20 marca 2008 skierowano projekt zawierający nałęczkę i rzekę do zaopiniowania. W roku 2010 powstała kolejna propozycja, projekt zawierał od głowicy kule, od podstawy nałęczkę, w polu zielonym (nawiązanie do rolnictwa). Projekt został przyjęty Uchwałą XXXII/342/2010 z dnia 21 stycznia 2010. Komisja Heraldyczna zgłosiła do niego szereg poprawek. Zrezygnowano z odmieniania barwy pola Nałęcza i kule umieszczono wewnątrz nałęczki. Zmodyfikowany projekt, przyjęty Uchwałą VII/61/2011 z dnia 14 czerwca 2011 zyskał akceptację Komisji i przyjęto go ostatecznie jako herb gminy Uchwałą XI/102/2011 z dnia 9 grudnia 2011.